# Табо Мбекі
Та́бо Мвує́лва Мбе́кі (англ. Thabo Mvuyelwa Mbeki; нар. 18 червня 1942) — президент Південно-Африканської Республіки від 14 червня 1999 року по 20 вересня 2008. Член АНК (Африканського Національного Конгресу) з 1956 року.
На цій посаді заслужив неоднозначну репутацію, активно виступаючи з позиції заперечення вірусної природи СНІДу і звільняючи незгодних з такою точкою зору. Протеже Мбекі, міністр охорони здоров'я Манто Чабалала-Мсіманг, відкрито протидіяла поширенню антиретровірусних ліків, критикувала «західну медицину», вважаючи, що держава повинна підтримувати не її, а «медицину» африканських племінних чаклунів.[джерело?]

## Відставка
Президент Табо Мбекі погодився піти у відставку 20 вересня 2008, після того, як правляча партія Африканський національний конгрес зажадала від нього залишити посаду голови держави. Конфлікт викликало судове рішення у справі про корупцію відносно лідера конгресу Джейкоба Зуми, політичного суперника Мбекі. Суд прийшов до висновку, що звинувачення в адресу Зуми, можливо, були висунуті під тиском президента. Процес у справі лідера правлячої партії припинили, зважаючи на відсутність доказів його провини.

## Біографія
Народився 18 червня 1942 року в селищі Ідутіуа, район Мбевулені, провінція Транскей (сучасна Східнокапська провінція). Батько — Гован Мбекі, педагог, був членом Південно-Африканської комуністичної партії, одним із засновників народної армії, переконаним комуністом, а також брав активну участь у діяльності Африканського національного конгресу. Належить до народу Коса, клан ама Зізі.
У 1955—1959 (за деякими джерелами 1961) навчався у Інституті Лоувдейл, доєднався до Молодіжного крила Африканського Національного конгресу та став керівником осередку партії в інституті. Був відрахований з останнього року навчання через участь в організації бойкоту лекцій.
У 1960—1962 перебував в Йоганнесбургу, дистанційно вивчаючи економіку в Лондонському університеті, проте отримавши можливість навчатись у формі фізичної присутності в Університеті Сассексу, скористався нею та у 1962 році відбув до Великої Британії, уникнувши таким чином арештів, які регулярно проводились у зв'язку із забороною діяльності Африканського національного конгресу після подій у Шарпевіллі. у 1968 році завершив навчання здобуттям кваліфікації магістра.
У 1969—1970 перебував у Москві, СРСР, де проходив навчання з техніки саботажу та підривної й партизанської діяльності в рамках роботи радянського союзу з розповсюдження комунізму на територію Африканського континенту.
У 1971—1989 роках, до зняття заборони на діяльність Африканського національного конгресу, подорожував країнами континенту, вивчаючи можливості їх підтримки організації визвольного руху в Південній Африці та встановлюючи відповідні контакти. За цей час відвідав чи проживав в Замбії, Ботсвані, Нігерії, Зімбабве, Свазіленді (Есватіні).